# Vanessa (rod)
Vanessa je rod dnevnih metuljev.

## Vrste
Urejeno po abecedi.
- Vanessa abyssinica (C. & R. Felder, 1867)
- Vanessa altissima (Rosenberg & Talbot, 1914)
- Vanessa annabella (Field, 1971)
- Vanessa atalanta (Linnaeus, 1758)
- Vanessa braziliensis (Moore, 1883)
- Vanessa buana (Fruhstorfer, 1898)
- Vanessa calliroe (Hübner, 1808)
- Vanessa cardui (Linnaeus, 1758)
- Vanessa carye (Hübner, [1812])
- Vanessa dejeanii Godart, [1824]
- Vanessa dilecta Hanafusa, 1992
- Vanessa gonerilla (Fabricius, 1775)
- Vanessa indica (Herbst, 1794)
- Vanessa itea (Fabricius, 1775)
- Vanessa kershawi (McCoy, 1868)
- Vanessa myrinna (Doubleday, 1849)
- Vanessa samani (Hagen, 1895)
- Vanessa tameamea (Eschscholtz, 1821)
- Vanessa terpsichore Philipi, 1859
- Vanessa virginiensis (Drury, [1773])
- Vanessa vulcania (Godart, 1819)